# Citroën Ami
O Citroën Ami é um automóvel produzido pela Citroën entre 1961 e 1978.

## História
En 1961, a construtora Citroën possuía dois modelos que se posicionavam nos dois extremos, o 2CV e o DS. Havia por isso a necessidade de preencher uma lacuna na oferta da marca, é então que surge o Ami 6.
Tendo por base a plataforma do 2CV, o Ami 6 é muito mais acolhedor e confortável. Este modelo é caracterizado sobretudo pelo óculo traseiro invertido, uma solução encontrada que visava garantir mais espaço para a bagageira sem penalizar o conforto dentro do habitáculo.
Mais tarde o Ami 6 recebeu uma versão Break, que tem uma aceitação surpreendente.
Em 1969 este modelo é substituído pelo Ami 8, que é uma natural evolução do Ami 6 sobretudo ao nível de design, mas que mantém os mesmos princípios ao nível da mecânica.
De 1972 a 1976 é ainda produzido o Ami Super, uma versão mais musculada, com uma plataforma reforçada que permite a aplicação de um motor mais potente e que permite melhores prestações.

## Elétrico
A Citroën relançou o modelo na década de 2020, com design moderno e na versão Carro elétrico. 